# Jan Koutný
Jan Koutný (Vyškov, 24 giugno 1897 – Praga, 18 luglio 1976) è stato un ginnasta cecoslovacco.

## Palmarès

### Olimpiadi
- Argento a Parigi 1924 nel volteggio al cavallo.
- Argento a Amsterdam 1928 nel concorso a squadre.